# Nadeska Cuthbert
Nadeska Cuthbert (Corn Island, 14 de mayo de 1986) es una política y diplomática nicaragüense. Anteriormente, fue vicealcaldesa de Corn Island. Actualmente, es la embajadora de Nicaragua en Zimbabue. 

## Inicios y educación
Cuthbert nació en el municipio Corn Island, en la Región Autónoma de la Costa Caribe Sur de Nicaragua. Tiene una licenciatura en Administración de empresas y Negocios Internacionales de la Universidad John Brown de Siloam Springs, Arkansas.[cita requerida]

## Carrera
Nadeska inició su carrera política en enero de 2018 al ser elegida vicealcalde de Corn Island tras la victoria del partido Frente Sandinista de Liberación Nacional. En febrero de 2024, fue nombrada por el presidente de Nicaragua, Daniel Ortega, como encargada de negocios del Gobierno de Nicaragua ante el Gobierno de Zimbabue. En junio de 2024, tras presentar su carta credencial al presidente de Zimbabue, Emmerson Mnangagwa, se convirtió en la primera embajadora de Nicaragua en el país africano.